# Сан-Симан (Низа)
Сан-Симан (порт. São Simão) — район (фрегезия) в Португалии, входит в округ Порталегре. Является составной частью муниципалитета Низа. По старому административному делению входил в провинцию Алту-Алентежу. Входит в экономико-статистический субрегион Алту-Алентежу, который входит в Алентежу. Население составляет 156 человек на 2001 год. Занимает площадь 27,83 км².
Покровителем района считается Симон Кананит (порт. Simão).